# Ein gewisses Lächeln (Film)
Ein gewisses Lächeln (Originaltitel: A Certain Smile) ist ein 1957 entstandenes, US-amerikanischer Liebesfilmmelodram von Jean Negulesco mit Joan Fontaine und Rossano Brazzi in den Hauptrollen. Im Zentrum der Geschichte steht die Romanze zweier Studenten, verkörpert von dem Amerikaner Bradford Dillman und der bis dahin weitgehend unbekannten Französin Christine Carère. Der Film basiert auf der gleichnamigen Romanvorlage Un certain sourire von Françoise Sagan aus dem Jahr 1956.

## Handlung
In dieser klassischen Liebesgeschichte unter südlicher Riviera-Sonne mit Seitensprung stehen die beiden französischen Studenten Bertrand Griot und Dominique Vallon im Vordergrund. Beide erleben ihre Liebe auf eine jugendlich-unbekümmerte Weise. Eines Tages lernt Jurastudentin Dominique Bertrands charmanten und arrivierten Onkel Luc Ferrand kennen, einen ebenso stattlichen wie verheirateten Herrn von Welt, dessen Erfahrung und Gewandtheit ihr imponiert. Das Mädchen und der deutlich ältere Gentleman beginnen eine kurzzeitige, aber sehr intensive Romanze, die das gesamte bisherige Beziehungsgeflecht aller Beteiligten in Frage stellt und durcheinanderwirbelt. Für den wohlhabenden Luc war diese Kurzzeitromanze jedoch nur ein kleiner Sommerflirt, als eine Liebelei auf Zeit angelegt. Umso enttäuschter ist die noch etwas naive Dominique, als nach kurzer Zeit wieder alles zu Ende ist. Danach scheint es nur Verlierer zu geben: Luc muss sich seiner ebenso edlen wie nachsichtigen Gattin Françoise erklären, und Dominique versucht, die Beziehung zu dem rebellischen Bertrand zu retten.

## Produktionsnotizen
Ein gewisses Lächeln wurde am 31. Juli 1958 uraufgeführt, die deutsche Erstaufführung war am 19. September desselben Jahres. Am 20. September 1973 wurde der Film erstmals im deutschen Fernsehen (ARD um 20 Uhr 15) ausgestrahlt.
John DeCuir und Lyle R. Wheeler zeichneten für die Filmbauten verantwortlich, Walter M. Scott war Ausstatter. Mary Wills entwarf die Kostüme.

## Auszeichnungen
Der Film wurde für drei Oscars nominiert: 
- Bester Kostümentwurf
- Beste Originalkomposition
- Beste Filmbauten

## Kritiken
Der Spiegel schrieb in seiner Ausgabe vom 8. Oktober 1958: „Die schon fast pathologische Sucht der Filmwelt, vornehmlich unverfilmbare Bestseller unter Beibehaltung des Titels und anderer äußerlicher Kennzeichen für den Kinogebrauch in den Nähten zu wenden, feiert hier einen geradezu abstrusen Triumph: Hollywoods "Gewisses Lächeln" hat mit der literarischen Vorlage Francoise Sagans soviel gemein wie ein echter und ein deutscher Perserteppich.“

„Françoise Sagans Novelle wurde zur schwülstigen Seifenoper in einer romantischen Belanglosigkeit zwischen Pariser Studenten. (…) Fontaine wurde vergeudet.“

„Verfilmung von Françoise Sagans zweitem Roman; mit zur Schau getragener Tristesse und aufgepfropfter Moral zum romantischen Melodram im schicken Riviera-Ambiente verharmlost.“

„Noch eine verkommene Novelle von Françoise Sagan (siehe Bonjour Tristesse) die von Hollywood in eine leuchtende romantische Sage über das Leben der Riviera-Reichen umgestaltet wurde. Auf diesem Niveau sehr kompetent.“

## Synchronisation
Tilly Lauenstein spricht Joan Fontaine, Gert Günther Hoffmann Bradford Dillman und Maria Körber Christine Carère.